# صعود المطر (فلم)
صعود المطر هو فيلم سوري من إنتاج سنة 1995 أخرجه المخرج عبد اللطيف عبد الحميد.

## الممثلون:[2]
- سهيل إدريس
- مي اسكاف
- أمل عرفة
- عابد فهد
- رنا جمول

## الجوائز
نال الفيلم 5 جوائزدولية ومحلية

## روابط خارجية
- مقالات تستعمل روابط فنية بلا صلة مع ويكي بيانات